# Костянтин X Дука
Костянтин X Дука (грец. Κωνσταντίνος Ι'  Δούκας, 1006 — 23 травня 1067) — імператор Візантії з 1059 по 1067 роки.

## Життєпис
Походив з пафлагонського знатного роду Дук. Син Андроніка Дуки, що був нащадком Михайла Дуки (діяча часів Македонської династії). Попередник Костянтина Ісаак I Комнін у 1059 році відбив напади печенігів та угорців на північні кордони Візантії. Після цього вдалого походу імператор серйозно захворів і призначив собі спадкоємцем Костянтина Дуку. Костянтин мав підтримку знаті та був при Ісааці головою сенату.
Костянтин одружується вдруге з племінницею Михайла Кірулярія Євдокією Маркемболітіссою. Євдокія відігравала провідну роль під час правління Костянтина. Він не був популярним правителем, і вже 1060 року проти нього спалахнув бунт. Костянтин підвищив податки для фінансування армії, бо занепад армії, спричинений минулими правліннями, мав для імперії негативні наслідки. Він віддав норманам решту Італії, за винятком Барі. У Малу Азію на територію імперії у 1064 та 1067 році здійснював напади Алп-Арслан, внаслідок чого імперія втратала Вірменію та Кілікію. Восени 1064 року печеніги спустошили Балкани.
Після смерті Костянтина його місце посів Михайло VII, якого привели із заслання, де опинився після бунту проти Костянтина.

## Родина
1. Дружина — донька Костянтина Далассина
діти невідомі
2. Дружина — Євдокія, донька Іоанна Макремболіта
Діти:
- Михайло, імператор
- Андронік, співімператор в 1068—1078 роках
- Костянтин, співімператор у 1060—1078 роках
- Анна Дукена, черниця
- Теодора Анна Дукена, дружина Доменіко Сельво, дожа Венеційської республіки
- Зоя дукена, дружина Адріана Комніна, брата імператора Алексія I